# ウェストオレンジ (ニュージャージー州)
ウェストオレンジ（West Orange）は、アメリカ合衆国ニュージャージー州のエセックス郡にある町（タウンシップ）。人口は4万8843人（2020年）。ニューヨーク・マンハッタンの西25キロメートルに位置している。発明家トーマス・エジソンの家がある。

## 交通
ニュージャージー・トランジットの路線バスが利用できる。マンハッタンのポート・オーソリティ・バスターミナル行きがある。

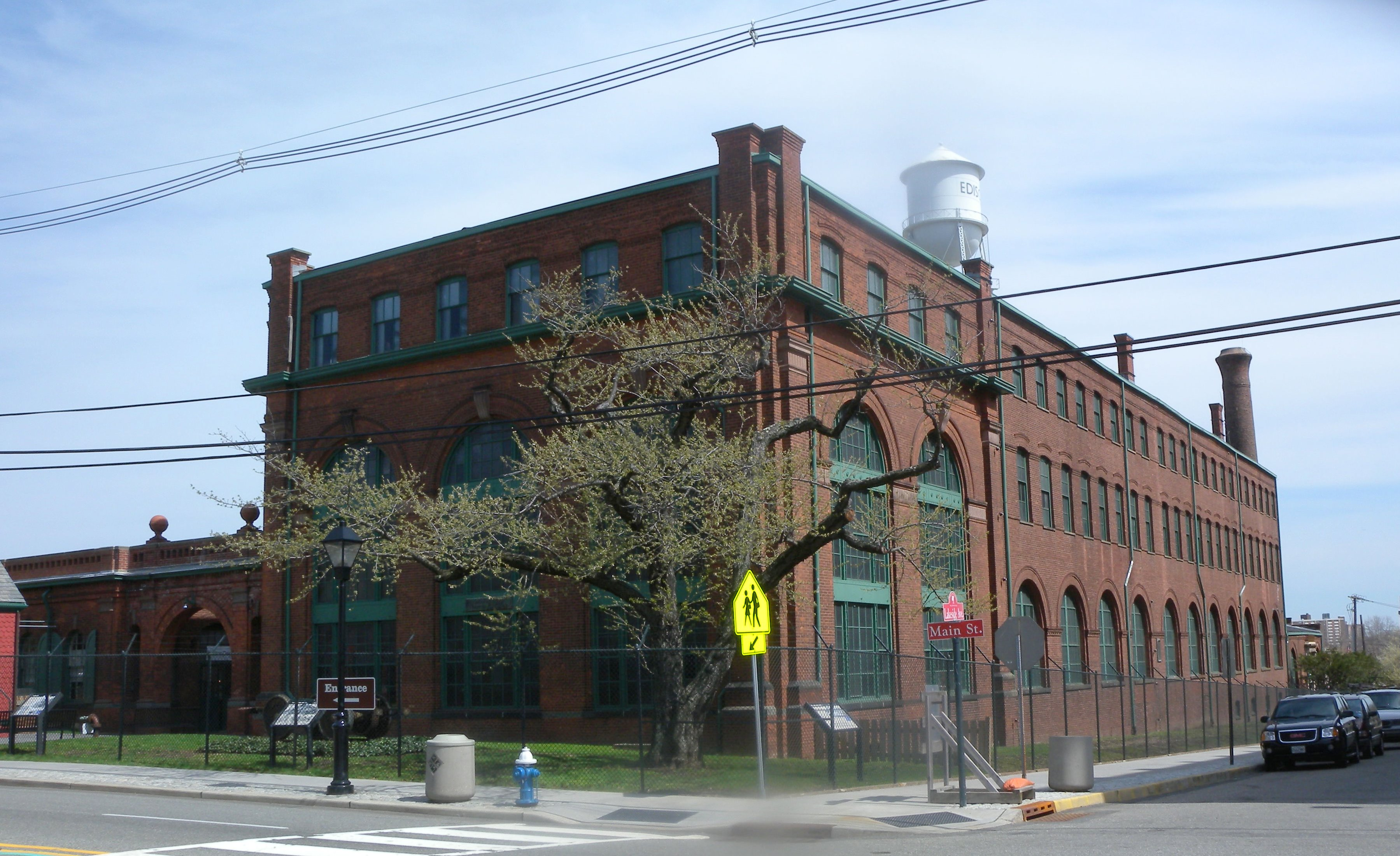
トーマス・エジソン研究所